# Henry Petty-Fitzmaurice (4e marquis de Lansdowne)
Pour les articles homonymes, voir Lansdowne.
Henry Thomas Petty-Fitzmaurice, 4e marquis de Lansdowne (7 janvier 1816 - 5 juillet 1866), appelé Lord Henry Petty-FitzMaurice jusqu'en 1836 et comte de Shelburne entre 1836 et 1863, est un homme politique britannique.

## Biographie
Il est le deuxième fils de Henry Petty-FitzMaurice (3e marquis de Lansdowne), et de Louisa Emma, fille de Henry Fox-Strangways (2e comte d'Ilchester). Il fait ses études à Westminster School et au Trinity College, à Cambridge. À la mort prématurée de son frère aîné, William Petty-Fitzmaurice (comte de Kerry), en 1836, il est connu sous le titre de comte de Shelburne.

## Carrière politique
Après avoir obtenu son diplôme, il entre aux Communes comme député de Calne en 1837. Il sert auprès de John Russell en tant que Lord du Trésor de 1847 à 1848. En 1856, il est convoqué à la Chambre des Lords dans la baronnie de son père, Wycombe, et est sous-secrétaire d'État aux Affaires étrangères sous lord Palmerston de cette année à 1858. À la mort de son père en 1863, il accède à ses titres et devient Chevalier de la Jarretière un an plus tard.

## Famille
Le 18 août 1840, il épouse Georgiana Herbert (fille de George Herbert (11e comte de Pembroke)), mais elle meurt six mois plus tard. Il épouse ensuite la comtesse Emily de Flahaut (fille aînée de Charles de Flahaut et de la 2e baronne Keith) le 1er novembre 1843 à Vienne et ils ont trois enfants :
- Henry Petty-Fitzmaurice (5e marquis de Lansdowne) (1845-1927)
- Edmond Fitzmaurice (1er baron Fitzmaurice) (1846-1935)
- Emily Louisa Anne (1855-1939), épouse le colonel Everard Digby, un fils d'Edward Digby (9e baron Digby)

Lord Lansdowne est décédé subitement d'une attaque d'apoplexie le 5 juillet 1866. Ses titres passent à son fils aîné, Henry.